# ナフ・トゥニッチ

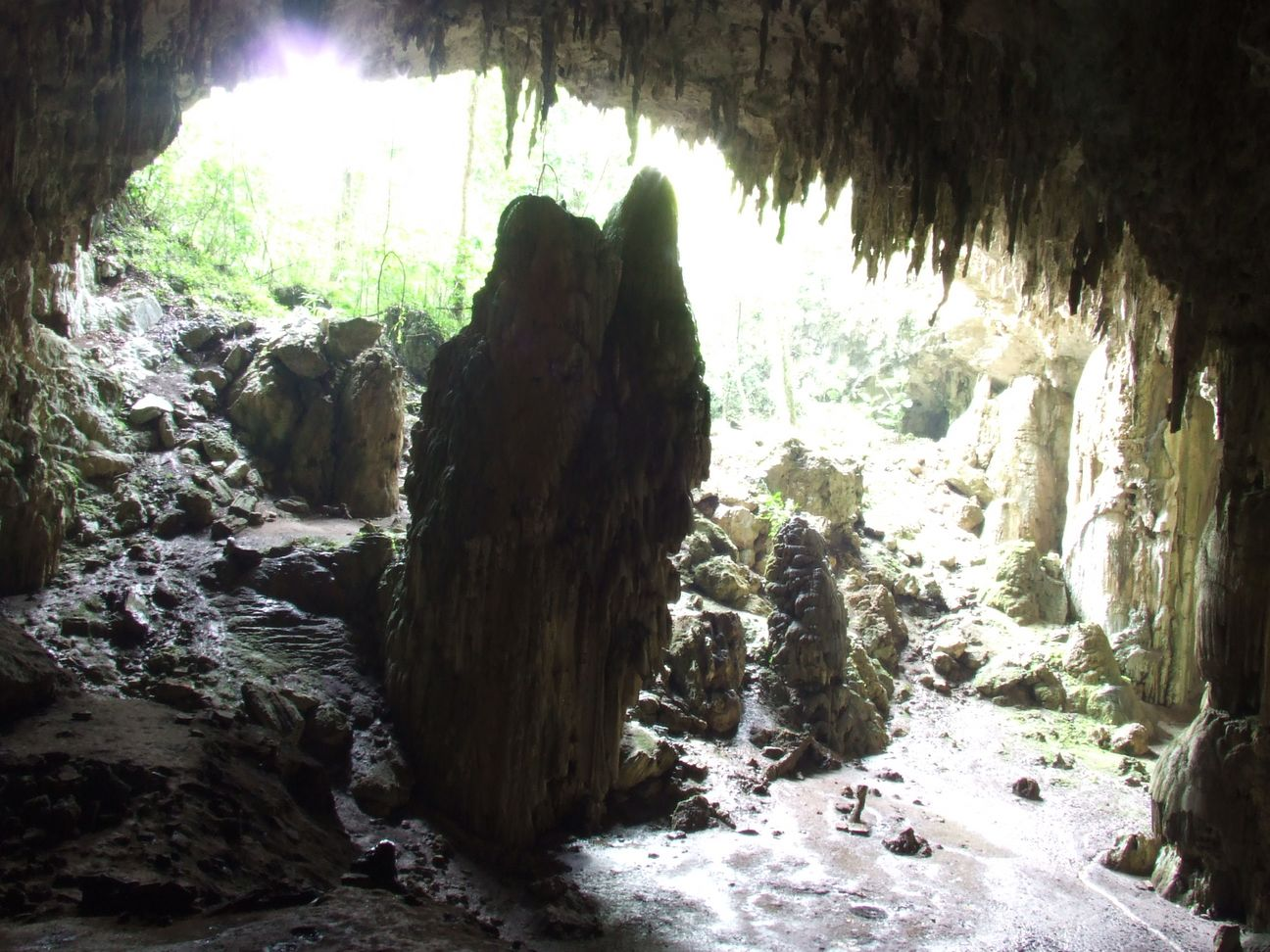
洞窟の入口附近

ナフ・トゥニッチ（Naj Tunich）は、グアテマラ、ペテン県南東にある地下洞窟で、古代マヤの巡礼地であり、壁画で知られる。

## 遺跡
ナフ・トゥニッチはポプトゥンの東南東約17キロメートルに位置する。カラコルからは46キロメートル南にあたる。この地域はカルスト地形で、洞窟は850メートルの長さがある。形成期後期（紀元前100年ごろ）からすでに使われた形跡があり、原古典期（西暦100-300年）にもっとも使用された。その後も古典期後期まで使用された。
1979年にモパン族によって洞窟が発見され、ナフ・トゥニッチ（石の家）と命名された。1981年にナショナルジオグラフィック協会によって調査され、写真が撮影された。1988年には洞窟にそれまで知られていなかった分岐路があることが発見された。
洞窟は盗掘されていたが、コーパル（樹脂）のための香炉、彫刻を施したヒスイ製品、20体の人身御供、貴族のための石造りの墓などの遺物が残されていた。また残された針や黒曜石の刃から、血を流す祭祀が洞窟内で行われたことがわかる。
洞窟には500を越える絵とマヤ文字が書かれている。絵のなかには支配者や書記の姿、球戯を描いたもの、血を流す祭祀を描いたもの、性的な内容のものなどが含まれる。カラコル、カラクムル、ドス・ピラスの支配者を含め、多数の支配者層がこの地を訪れたことがわかる。
マヤ文字の表音的表記から、古典期後期においてこの地域でユカテコ語が使われていたことが判明した。
なお、壁画はその後破壊され、現存していない。

## 関連文献
- Andrea J. Stone (1995). Images from the Underworld: Naj Tunich and the Tradition of Maya Cave Painting. University of Texas Press. ISBN 9780292726529